# بخش اسماعیلیه
بخش اسماعیلیه، یکی از بخش‌های شهرستان اهواز در استان خوزستان ایران است. مرکز این بخش، روستای صفحه دو است.

## تقسیمات کشوری
- بخش اسماعیلیه
  - دهستان اسماعیلیه شمالی
  - دهستان اسماعیلیه جنوبی

## جمعیت
بر پایه سرشماری عمومی نفوس و مسکن در سال ۱۳۹۵، جمعیت بخش اسماعیلیه برابر با ۱۷٬۱۵۵ نفر بوده است.